# صوفي ريد
وإسمها صوفي فيكتوريا ريد (بالإنجليزية: Sophie Victoria Reade)‏ وهي عارضة أزياء إنكليزية بريطانية ولدت في 18 مايو 1989 ولدت في مدينة تشيشير في إنكلترا في المملكة المتحدة واختيرت ضمن أفضل 10 عارضات أزياء في بريطانيا العظمى في سنة 2009.

## روابط خارجية
- صوفي ريد على موقع IMDb (الإنجليزية)
- صوفي ريد على موقع قاعدة بيانات الفيلم (الإنجليزية)